# Un homme trop facile
 Un homme trop facile est une comédie d'Éric-Emmanuel Schmitt, mise en scène par Christophe Lidon lors de la première en janvier 2013. La version imprimée est publiée chez Albin Michel en 2013.

## Première
La pièce est représentée pour la première fois au théâtre de la Gaîté-Montparnasse du 18 janvier 2013  jusqu'au 12 mai 2013 avec notamment Roland Giraud et Jérôme Anger dans les rôles principaux.

## Thème
La comédie est décrite par les chroniqueurs comme une paraphrase du Misanthrope de Molière,.

## Résumé
Ce soir, à Paris, Alex, comédien aussi aimé qu’aimable, s’apprête à jouer pour la première fois Le Misanthrope de Molière quand, dans le miroir de sa loge, apparaît Alceste, le vrai ! Le personnage interdit à l’acteur de l’incarner sur les planches, s’en estimant incompris. L’homme en colère s’oppose à l’homme bienveillant, le premier voulant purifier le monde, le second l’acceptant tel qu’il est. Petit à petit, l’interprète Alex rentrera dans la peau de son personnage tout en gardant sa part de tendresse, d’altruisme, ce qui manque à Alceste qui déteste le genre humain. À cette rencontre entre réalité et fiction, viennent s’adjoindre toute une série de péripéties liées à l’excitation d’une première : jalousies, cabotinages, menace de mort sur Alex, tentative de séduction sur l’actrice incarnant Célimène, etc. L’éternel théâtre de la vie, qui est une tragédie pour Alceste, une comédie pour Alex…

## Fiche technique
- Mise en scène : Christophe Lidon
- Décor : Catherine Bluwal
- Lumières : Marie-Hélène Pinon
- Sons : Michel Winogradoff
- Costumes : Claire Belloc
- Assistante à la mise en scène : Natacha Garange

## Distribution
- Roland Giraud : Alex
- Jérôme Anger : Alceste
- Julie Debazac : Célimène
- Sylvain Katan : Odon
- Marie-Christine Danède : Doris
- Ingrid Donnadieu: Joséphine

## Éditions
Édition imprimée originale
- Éric-Emmanuel Schmitt, Un homme trop facile, Paris, éd. Albin Michel, 30 janvier 2013, 120 p., 144mm x 198mm (ISBN 978-2-226-24682-0 et 2-226-24682-7)[3]

Édition imprimée au format de poche
- Éric-Emmanuel Schmitt, La Tectonique des sentiments, Kiki van Beethoven, Un homme trop facile, The Guitrys (Théâtre, Tome 4), Paris, Librairie générale française, coll. « Le Livre de poche », 21 septembre 2016, 512 p., 18 cm (ISBN 978-2-253-06895-2)